# Zieleń (przystanek kolejowy)
Zieleń – przystanek kolejowy w Zieleniu, w województwie kujawsko-pomorskim, w Polsce. Dawniej była to stacja kolejowa.

## Ruch pasażerski
| Rok  | Wymiana pasażerska na dobę |
| ---- | -------------------------- |
| 2017 | 50-99                      |
| 2022 | 50-99                      |